# Чемпіонат Європи з легкої атлетики в приміщенні 1978
Чемпіонат Європи з легкої атлетики в приміщенні 1978 відбувся 11-12 березня в Мілані в Палаці спорту «Сан-Сіро».

## Призери

### Чоловіки
| Дисципліни            | Золото                    | Золото      | Срібло                     | Срібло  | Бронза                      | Бронза  |
| --------------------- | ------------------------- | ----------- | -------------------------- | ------- | --------------------------- | ------- |
| 60 метрів             | Микола Колесников СРСР    | 6,64        | Петар Петров Болгарія      | 6,66    | Олександр Аксинін СРСР      | 6,73    |
| 400 метрів            | П'єтро Меннеа Італія      | 46,51       | Ришард Подляс Польща       | 46,55   | Микола Чернецький СРСР      | 46,72   |
| 800 метрів            | Маркку Таскінен Фінляндія | 1.47,35     | Олаф Баєр НДР              | 1.47,68 | Роже Мійо Франція           | 1.47,8h |
| 1500 метрів           | Антті Лойкканен Фінляндія | 3.38,16 CR  | Томас Вессінгхаге ФРН      | 3.38,23 | Юрген Штрауб НДР            | 3.40,2h |
| 3000 метрів           | Маркус Ріффель Швейцарія  | 7.49,5h     | Еміль Путтеманс Бельгія    | 7.49,9h | Йорг Петер НДР              | 7.50,1h |
| 60 метрів з бар'єрами | Томас Мункельт НДР        | 7,62 CR     | В'ячеслав Кулебякін СРСР   | 7,72    | Джузеппе Буттарі Італія     | 7,86    |
| Стрибки у висоту      | Володимир Ященко СРСР     | 2,35 WIB CR | Рольф Байльшмідт НДР       | 2,29    | Вольфганг Кіллінг ФРН       | 2,27    |
| Стрибки з жердиною    | Тадеуш Слюсарський Польща | 5,45        | Володимир Трофименко СРСР  | 5,40    | Володимир Сергієнко СРСР    | 5,40    |
| Стрибки у довжину     | Ласло Сальма Угорщина     | 7,83        | Рональд Дерюель Бельгія    | 7,75    | Володимир Цепельов СРСР     | 7,73    |
| Потрійний стрибок     | Анатолій Піскулін СРСР    | 16,82       | Кіт Коннор Велика Британія | 16,53   | Олександр Яковлєв СРСР      | 16,47   |
| Штовхання ядра        | Рейо Стольберг Фінляндія  | 20,48       | Владислав Комар Польща     | 20,16   | Джефф Кейпс Велика Британія | 20,11   |

### Жінки
| Дисципліни            | Золото                            | Золото      | Срібло                    | Срібло  | Бронза                     | Бронза  |
| --------------------- | --------------------------------- | ----------- | ------------------------- | ------- | -------------------------- | ------- |
| 60 метрів             | Марліс Ґер НДР                    | 7,12 WIB CR | Лінда Хаглунд Швеція      | 7,18    | Людмила Сторожкова СРСР    | 7,27    |
| 400 метрів            | Марина Сидорова СРСР              | 52,42       | Ріта Боттільєрі Італія    | 53,18   | Каролін Кефер Австрія      | 53,56   |
| 800 метрів            | Ульріке Брунс НДР                 | 2.02,3h     | Тотка Петрова Болгарія    | 2.02,5h | Маріана Суман Румунія      | 2.03,4h |
| 1500 метрів           | Іляня Сіляй Румунія               | 4.07,1h CR  | Наталія Мерешеску Румунія | 4.07,4h | Брігітте Краус ФРН         | 4.07,6h |
| 60 метрів з бар'єрами | Йоганна Клір НДР                  | 7,94 CR     | Гражина Рабштин Польща    | 8,07    | Сільвія Кемпін НДР         | 8,15    |
| Стрибки у висоту      | Сара Сімеоні Італія               | 1,94 CR     | Брігітте Хольцапфель ФРН  | 1,91    | Урсула Келян Польща        | 1,89    |
| Стрибки у довжину     | Ярміла Нигринова Чехословаччина   | 6,62        | Ільдіко Ердельї Угорщина  | 6,49    | Сьюзан Рів Велика Британія | 6,48    |
| Штовхання ядра        | Гелена Фібінгерова Чехословаччина | 20,67       | Маргітта Дрезе НДР        | 19,77   | Єва Вільмс ФРН             | 19,24   |

## Медальний залік
| Місце                | Країна               | Золото | Срібло | Бронза | Загалом |
| -------------------- | -------------------- | ------ | ------ | ------ | ------- |
| 1                    | НДР                  | 4      | 3      | 2      | 9       |
| 2                    | СРСР                 | 4      | 2      | 6      | 12      |
| 3                    | Фінляндія            | 3      | 0      | 0      | 3       |
| 4                    | Італія               | 2      | 1      | 1      | 4       |
| 5                    | Чехословаччина       | 2      | 0      | 0      | 2       |
| 6                    | Польща               | 1      | 3      | 1      | 5       |
| 7                    | Румунія              | 1      | 1      | 1      | 3       |
| 8                    | Угорщина             | 1      | 1      | 0      | 2       |
| 9                    | Швейцарія            | 1      | 0      | 0      | 1       |
| 10                   | ФРН                  | 0      | 2      | 4      | 6       |
| 11                   | Бельгія              | 0      | 2      | 0      | 2       |
| 11                   | Болгарія             | 0      | 2      | 0      | 2       |
| 13                   | Велика Британія      | 0      | 1      | 2      | 3       |
| 14                   | Швеція               | 0      | 1      | 0      | 1       |
| 15                   | Австрія              | 0      | 0      | 1      | 1       |
| 15                   | Франція              | 0      | 0      | 1      | 1       |
| Загалом (16 збірних) | Загалом (16 збірних) | 19     | 19     | 19     | 57      |

## Відео
- Відеозвіт на YouTube

## Виступ українців
| Чоловіки (5) | Чоловіки (5)        | Чоловіки (5) | Чоловіки (5)   |
| Місце        | Атлет               | Дисципліна   | Результат      |
| ------------ | ------------------- | ------------ | -------------- |
| 1            | Володимир Ященко    | висота       | 2,35           |
| 3            | Олександр Яковлєв   | потрійний    | 16,47          |
|              | Юрій Прохоренко     | жердина      | 5,40           |
| пф           | Володимир Ігнатенко | 60 м         | 6,79 (6,74)[a] |
| пф           | Василь Архипенко    | 400 метрів   | 47,71          |

| Жінки (1) | Жінки (1)        | Жінки (1)  | Жінки (1)        |
| Місце     | Атлетка          | Дисципліна | Результат        |
| --------- | ---------------- | ---------- | ---------------- |
|           | Марія Кульчунова | 400 м      | 54,77 (53,92)[a] |

a  Тут і надалі у дужках вказаний більш високий результат, що був показаний на попередній стадії змагань (у забігу чи кваліфікації).